# Nieznana opowieść wigilijna
Nieznana opowieść wigilijna – polski film obyczajowy z roku 2000 w reżyserii Piotra Mularuka.

## Obsada
- Krzysztof Stroiński – jako Mikosz
- Danuta Szaflarska – jako siostra Hortensja
- Sara Müldner – jako Frania
- Sebastian Świąder – jako Lutek
- Maciej Łagodziński – jako Tomek
- Małgorzata Głuchowska – jako Lusia
- Grażyna Błęcka-Kolska – jako Żaneta
- Darek Kwaśnik – jako Biluś
- Maciej Sosnowski – jako policjant
- Witold Wieliński – jako Gąsiorek, pracownik Skrudziaka
- Dariusz Kwaśnik – jako Biluś
- Jolanta Skwarek – jako pani Lila
- Janusz Sadowski – jako Menel
- Andrzej Zieliński – jako Boruń
- Jakub Penier – jako Alek
- Piotr Machalica – jako Skrudziak